# Abberton, Essex
Abberton är en by och en civil parish i Colchester i Essex i England. Orten har 358 invånare (2001). Byn nämndes i Domedagsboken (Domesday Book) år 1086, och kallades då Edburg(h)etuna.